# Farmall

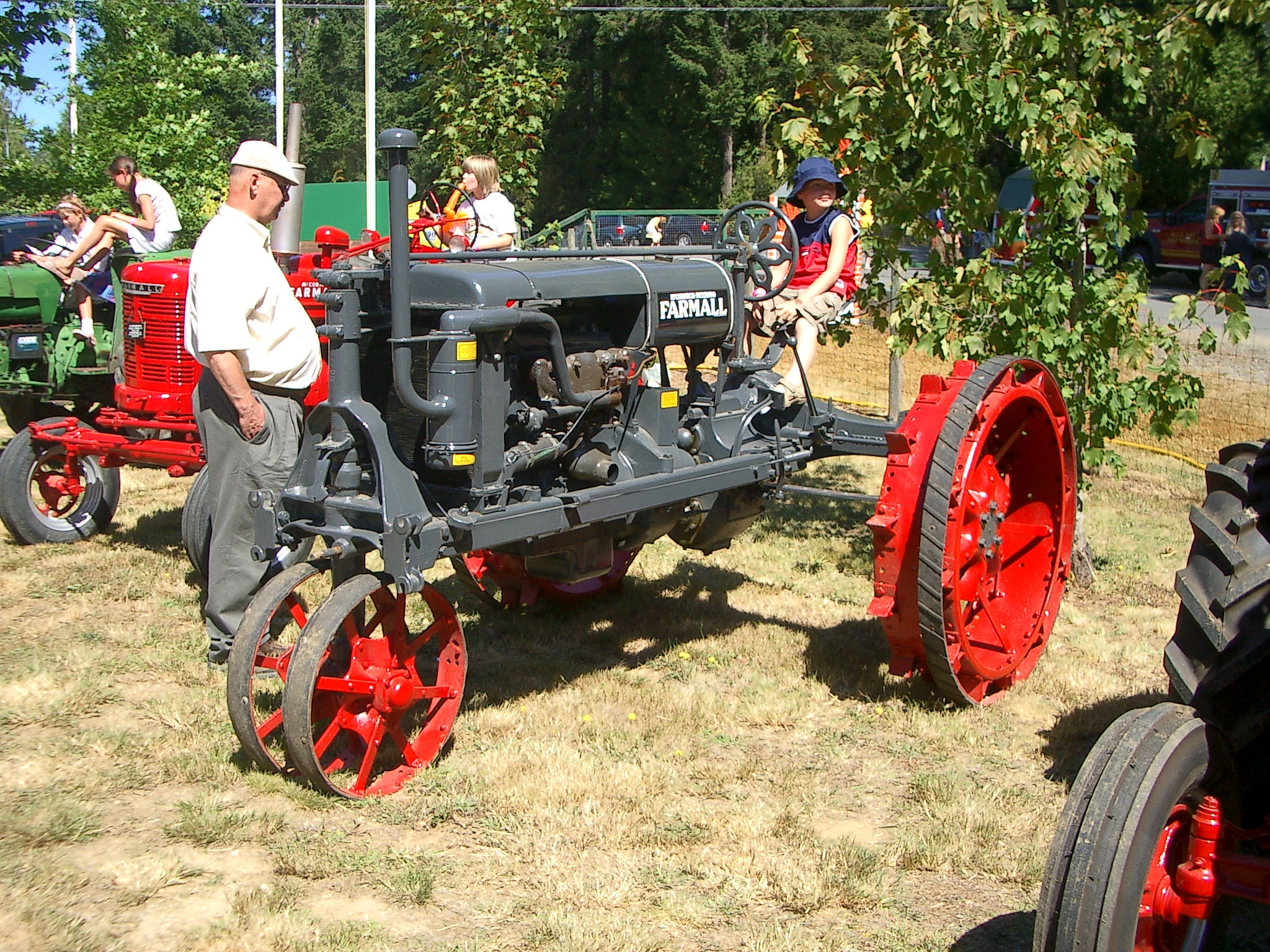
Farmall F-20

Farmall (signifiant cultive tout) est un modèle, puis une série de tracteurs agricoles produits par la firme américaine International Harvester. Ils furent les premiers tracteurs multi-usages à roues avant rapprochées, disposition qui accroissait leur manœuvrabilité et fut rapidement adoptée par d'autres fabricants. Créée en 1923, la marque a été abandonnée en 1973.

## Histoire

### Les débuts et la série F

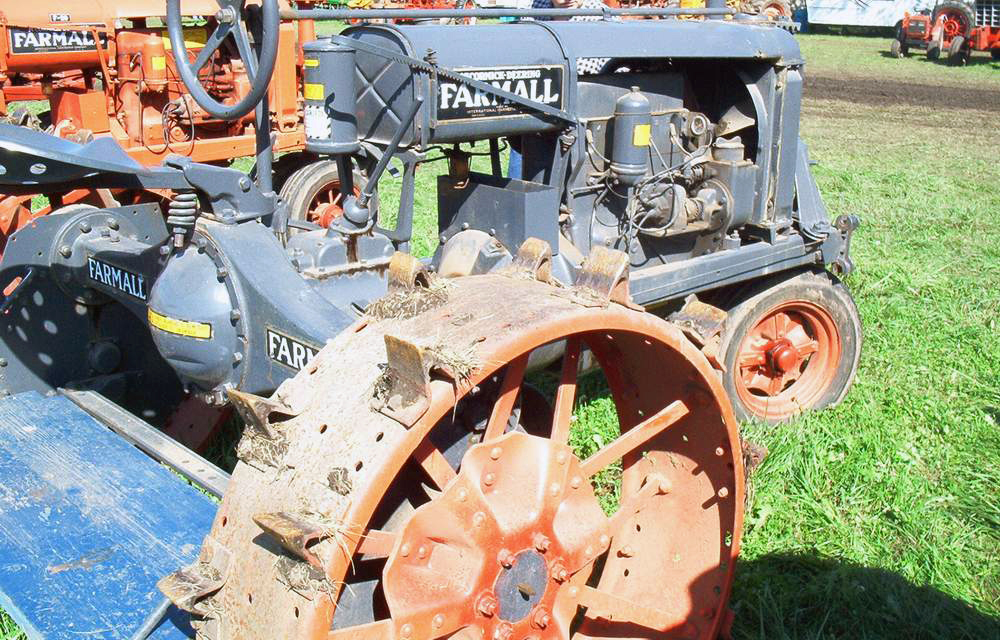
Farmall Regular

La série a débuté avec le Farmall Regular, lancé le 17 juillet 1923. Il ne fut d'abord commercialisé qu'au Texas, International Harvester craignant les réactions des consommateurs au nouveau design « tricycle », mais connut rapidement un bon accueil et fut finalement produit à 134 453 exemplaires entre 1923 et 1927. Il est entrainé par un 4 cylindres culbuté d'une cylindrée de 3 614 cm2 et d'une puissance de 9 ch à la barre et 18 ch à la poulie. Le premier Regular a été vendu en France en 1927.
En 1930, est lancée la gamme F, avec le F-30, le F-20, le F-12, et le F-14 (le numéro indiquait grossièrement la puissance du tracteur en cheval-vapeur). 
- Le F-30, lancé en 1931, était le plus puissant de la gamme avec ses 30 ch. Il fut produit à 29 525 exemplaires.
- Le F-20 de 16 ch sortit en 1932 : il remplaçait le modèle d'origine, qui reçut rétrospectivement le nom de Regular.
- Le F-12 (12 ch) fut produit à 123 441 exemplaires. Il y eut une version F-12 G (G signifiant Germany) construit à Neuss en Allemagne.
- Le F-14 de 14 ch fut lancé en 1938. Il fut largement diffusé au U.S.A.

Tous les Farmall étaient peints en gris marine, jusqu'en 1937, où une nouvelle couleur, le rouge Farmall, remplaça le gris.

### La série «Lettre»

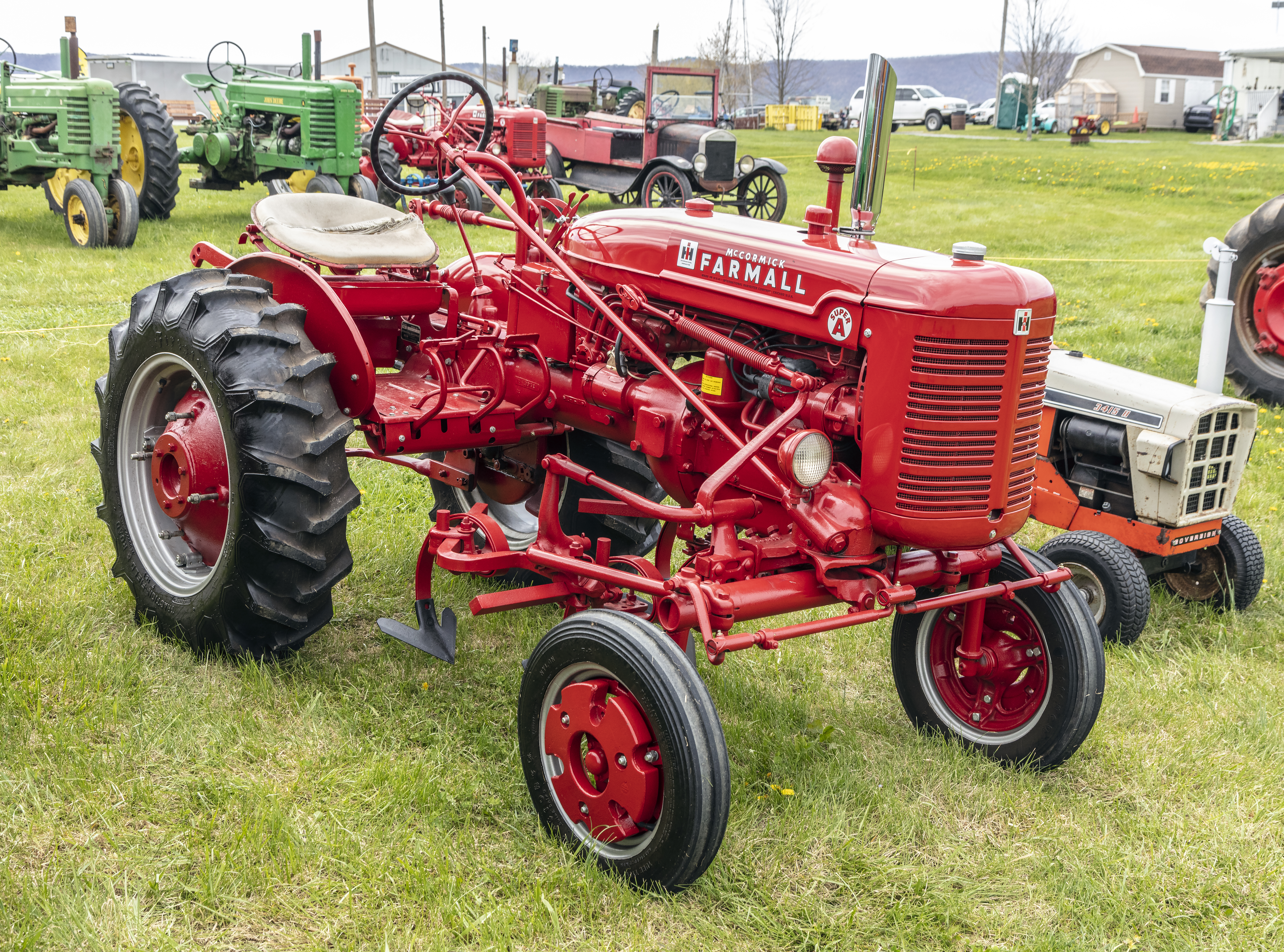
Farmall Super A

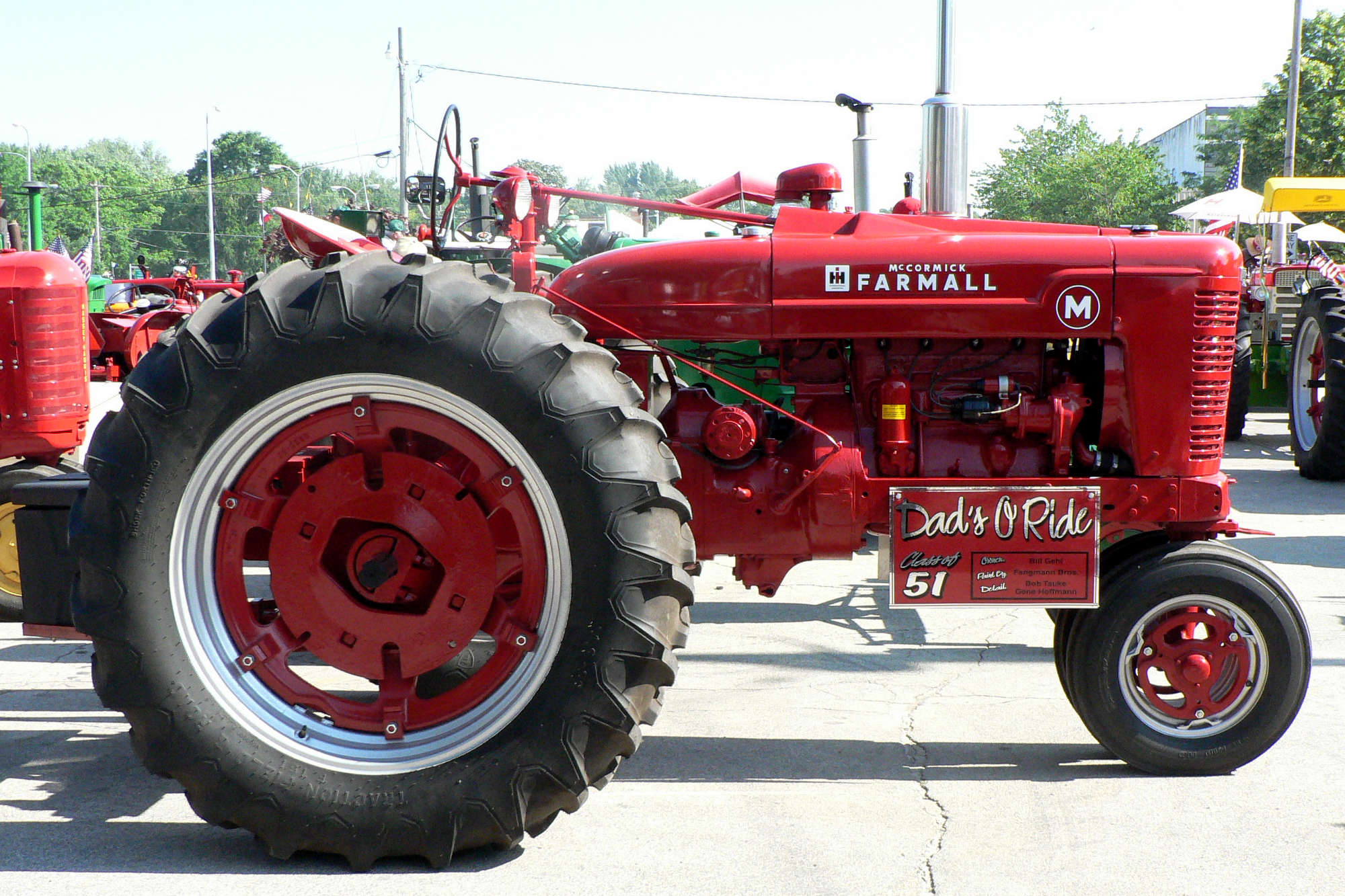
Farmall M

En 1937, le designer franco-américain Raymond Loewy dessine un nouveau style de carrosserie pour la toute nouvelle gamme «Lettre» d'International Harvester. 
Lancée en 1939, la gamme «Lettre» comporte 4 modèles: le A, le B, le H et le M.
- Le Farmall A est un tracteur qui utilise le nouveau concept «Culti-Vision» avec le décalage de 45,7 cm vers la gauche du moteur (17 ch) et du rouage d'entraînement. Sur le côté gauche, il n'y a pas de boîtier d'essieu et le carter de démultiplication du pont-portique (pour augmenter la garde au sol) est boulonné directement au différentiel. Les contrôles sont à gauche; toutefois le siège est monté à droite (sur le seul boitier d'essieu de 45,7 cm) afin que le champ de vision du conducteur soit libre. Le volant, la pédale d'embrayage et les pédales de frein (gauche et droite) sont en face du siège. Le moyeux de la roue arrière gauche est en acier embouti de 9 kg et, celui de droite, est en fonte de 77 kg; une pesée (18 kg avec les 3 boulons) est fixée à la roue avant droite seulement. Il pouvait avoir en option l'éclairage, des pesées additionnelles (63,5 kg par roue arrière), le démarreur électrique, des pneus plus larges et le relevage pneumatique. Il fut produit jusqu'en 1947. Il y eut une version «Grand Dégagement» nommée AV.
- Le Farmall B est la version trois roues du Farmall A (1 roue avant) avec «Culti-Vision» partiel car le siège est décalé sur la droite en ligne avec le volant. L'essieu arrière large (2 boîtiers d'essieu de 55,9 cm) permet de cultiver 2 rangs. Il a les mêmes caractéristiques mécaniques que le Farmall A et les mêmes options avec en plus le choix de roues doubles à l'avant ou d'un essieu réglable. Il y eut une version étroite nommée BN (2 boîtiers d'essieu de 45,7 cm). Le Farmall B et le BN ont été produits jusqu'en 1947 pour être remplacés par le Farmall C.
- Le Farmall H est un tracteur row-crop de puissance de 25 ch. Il fut le tracteur le plus populaire et le plus produit d'International Harvester, avec 412 930 exemplaires (Farmall H et Super H). Il fut produit jusqu'en 1953. Comme le Farmall A, le Farmall H disposait d'une version « Grand Dégagement » dénommée HV.
- Le Farmall M est, pour la carrosserie, identique au Farmall H, mais il fournit 34 ch. Il fut fabriqué à environ 300 000 exemplaires (Farmall M, MD, MV et MVD) jusqu'en 1952. Comme le Farmall A et le Farmall H, le Farmall M a une version « Grand Dégagement » nommée MV. Il existe aussi 2 versions à moteur Diesel nommées MD et « Grand Dégagement » MDV.

En Angleterre, le M fut produit sous la désignation BM (B comme British). Produit entre 1951 et 1954, il fournit 39 ch. Il est identique au Farmall M, à part le pont avant normal et les ailes arrière.

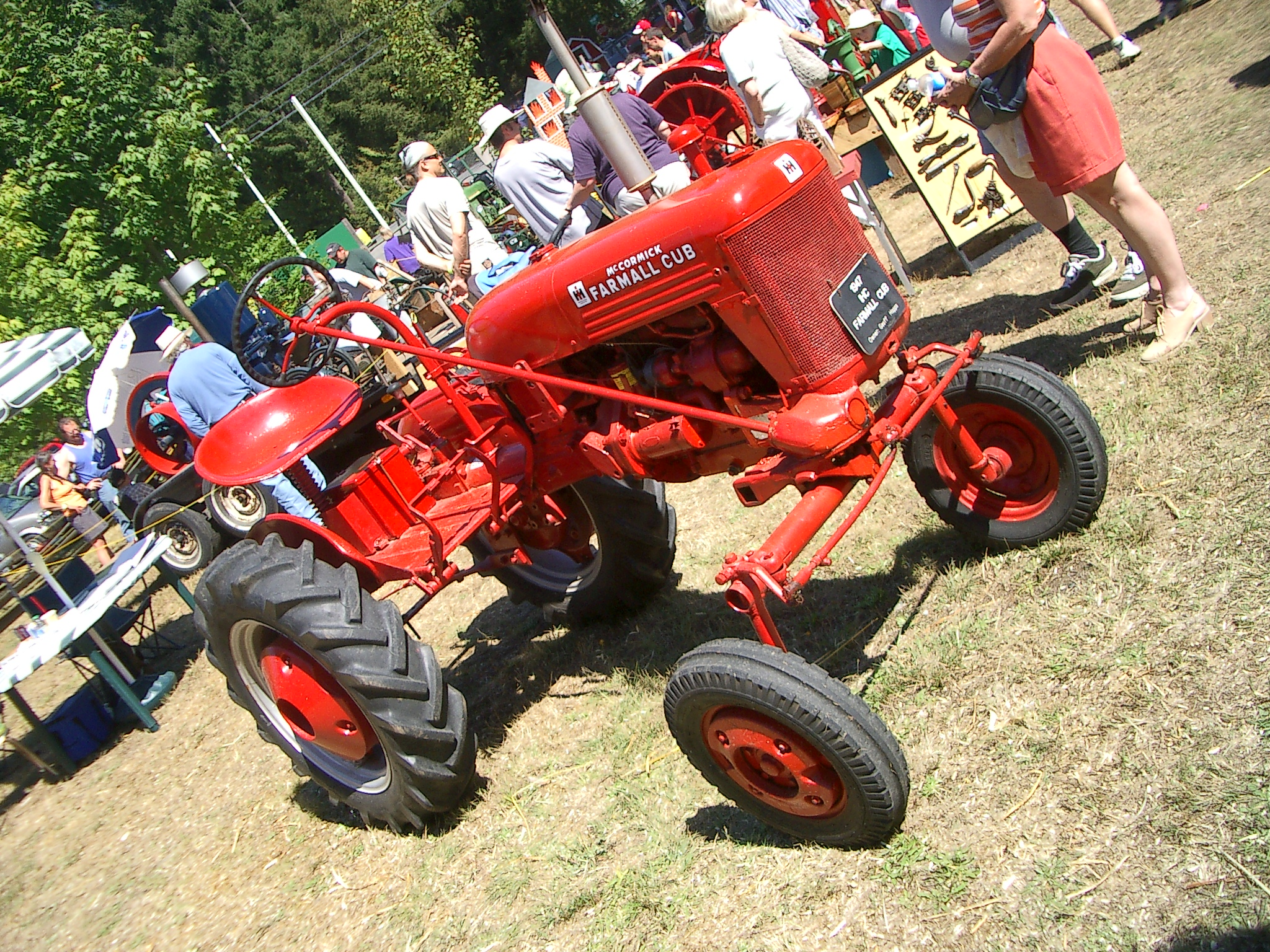
Farmall Cub de 1947. Noter la position décentrée du moteur par rapport à la colonne de direction.

En 1947, la firme voulut conquérir le marché des petits tracteurs et motoriser les petites fermes encore équipées du cheval, du bœuf ou de l'âne, grâce au Farmall Cub, un tracteur, équipé du moteur C-60 de 8 ch, dotée du concept Cultivision. C'était en fait un Farmall A de dimensions réduites. Il fut produit à 186 000 exemplaires à l'usine de Rock Island, Illinois. International Harvester France poursuivit la production en France à Saint-Dizier (Haute-Marne) de 1955 à 1964.
Un nouveau modèle, le Farmall C, est testé en 1947 et sort l'année suivante. Ce tracteur équipé du moteur C-113 de 20 ch est produit à 80 000 exemplaires entre 1947 et 1951. Il ne correspond pas à la demande des Américains qui préfèrent des tracteurs de grandes puissances. Au contraire, il correspond à la demande des Français et sera donc beaucoup importé en France. Finalement, il sera fabriqué en France à Saint-Dizier (Haute-Marne) sous le nom de Farmall FC (F pour French, ou Français). Ce sera le premier tracteur assemblé à Saint-Dizier.

### Les Farmall français

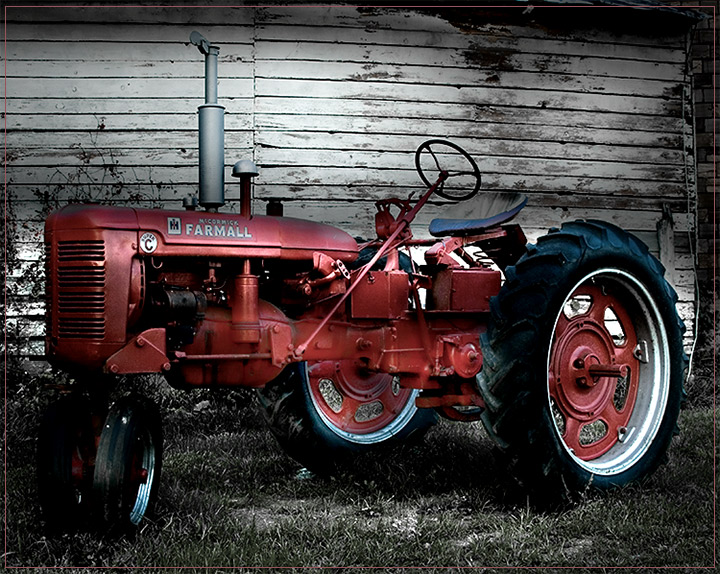
Farmall Super C (version à roues jumelées)

Toute une gamme de tracteur suivit le Farmall FC.
Le Farmall Super FC à moteur C-123 de 22 ch est lancé en 1952. Il existe une version Farmall FC-N à moteur Diesel allemand DF-124.
Jusqu'en 1957, le Farmall Super FC-C à moteur FC-123 de 22 ch et le Farmall Super FC-D à moteur Diesel FD-123 de 22 ch sont produits. Pour le verger, il existe les versions Utility Super FC-C, Utility Super FC-D, et pour le vignoble, les versions étroites Vineyard Super FC-C et Vineyard Super FC-D
En 1957, sont lancés les Farmall F-235 D et F-235, évolutions du Farmall C, à moteur FD-123/FC-123 (Diesel/essence) de 26 ch. Ils ont une calandre modifiée et un relevage Modulor. Il existe des versions Utility FU-235 D, Utility FU-235 puis Vineyard FV-235 D.
Des tracteurs Farmall de petite puissance sont lancés en 1958, le F-135 D à moteur Diesel allemand FDD-74 de 17 ch, le Vineyard FV-135 D et le Super Cub dernière version du Cub français à moteur SFC-60 de 14 ch.
Le F-135 D et le Vineyard FV-135 D deviennent, en 1960, le F-137 D et le Vineyard FV-137 D à moteur FDD-74 de 20 ch.      

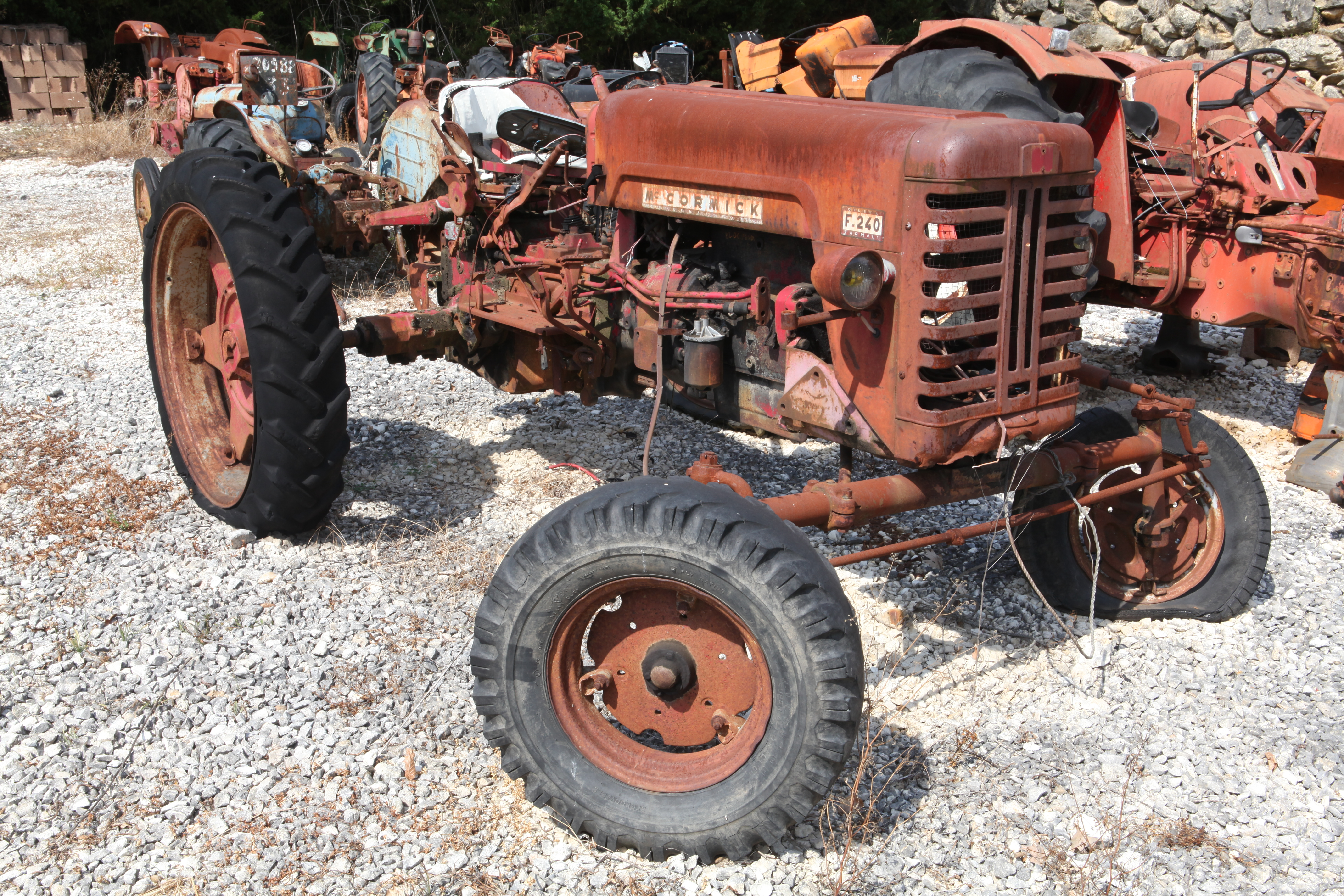
Farmall F-240

En 1959, le F-235 D disparaît et le F-265 D à moteur Diesel FD-136 de 35 ch est lancé. Il existe des versions Utility FU-265 D et Vineyard FV-265 D.
En 1961, le F-237 D à moteur Diesel FD-128 de 30 ch remplace le F-235 D. Il existe des versions Utility FU-237 D et Vineyard FV-237 D.
Le F-265 D devient le F-267 D à moteur Diesel FD-136 M de 35 ch. Il existe des versions Utility FU-267 D et Vineyard FV-267 D.
En 1962, les F-240 et F-270 remplacent les F-237 D et F-267 D avec les mêmes moteurs. Ce sont les derniers Farmall français. Tous les deux sortent en version Standard et Vineyard.

### Les Farmall anglais

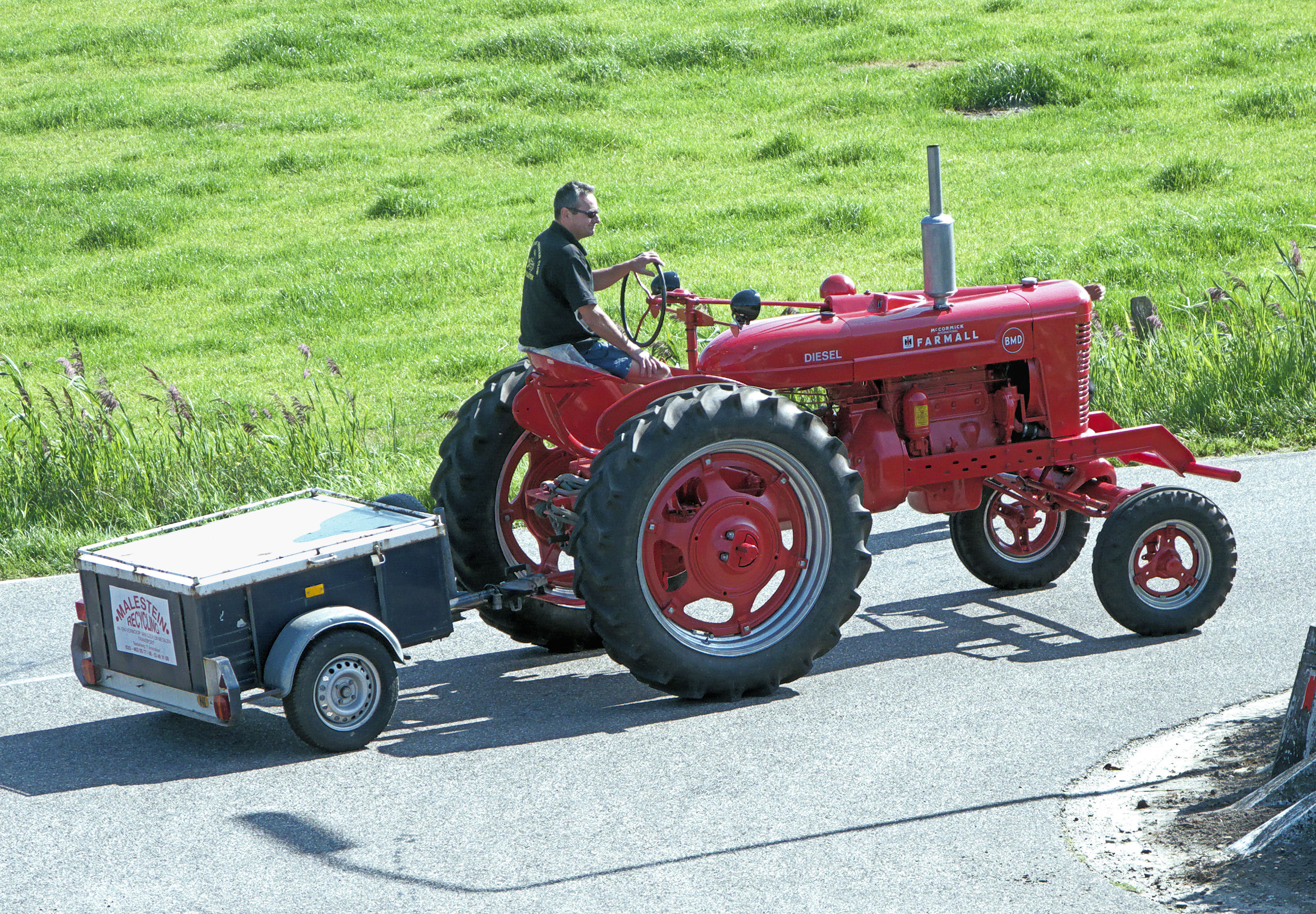
Farmall BMD

Quelques Farmall ont été produits à Doncaster (Angleterre).
- Le Farmall BM est le premier tracteur construit à Doncaster en 1951. Équipé d'un moteur essence de 32 ch, c'est en fait un Farmall M fabriqué en Angleterre. Il est produit entre 1951 et 1954.

- Le Farmall BMD est la version Diesel du Farmall BM. Équipé d'un moteur Diesel de 36 ch, il dispose, comme le Farmall BM, du relevage hydraulique (en option).

- Le Farmall Super BM est le remplaçant du Farmall BM. Il est équipé d'un moteur essence de 50 ch.

- Le Farmall Super BMD est le remplaçant du Farmall BMD. Équipé d'un moteur Diesel de 42 ch, il est produit entre 1953 et 1959.

- Le Farmall B-450 est sorti en 1958. Équipé d'un moteur Diesel de 55 ch, il est produit entre 1958 et 1969. Il y eut aussi une version Standard.

### Les Farmall allemands

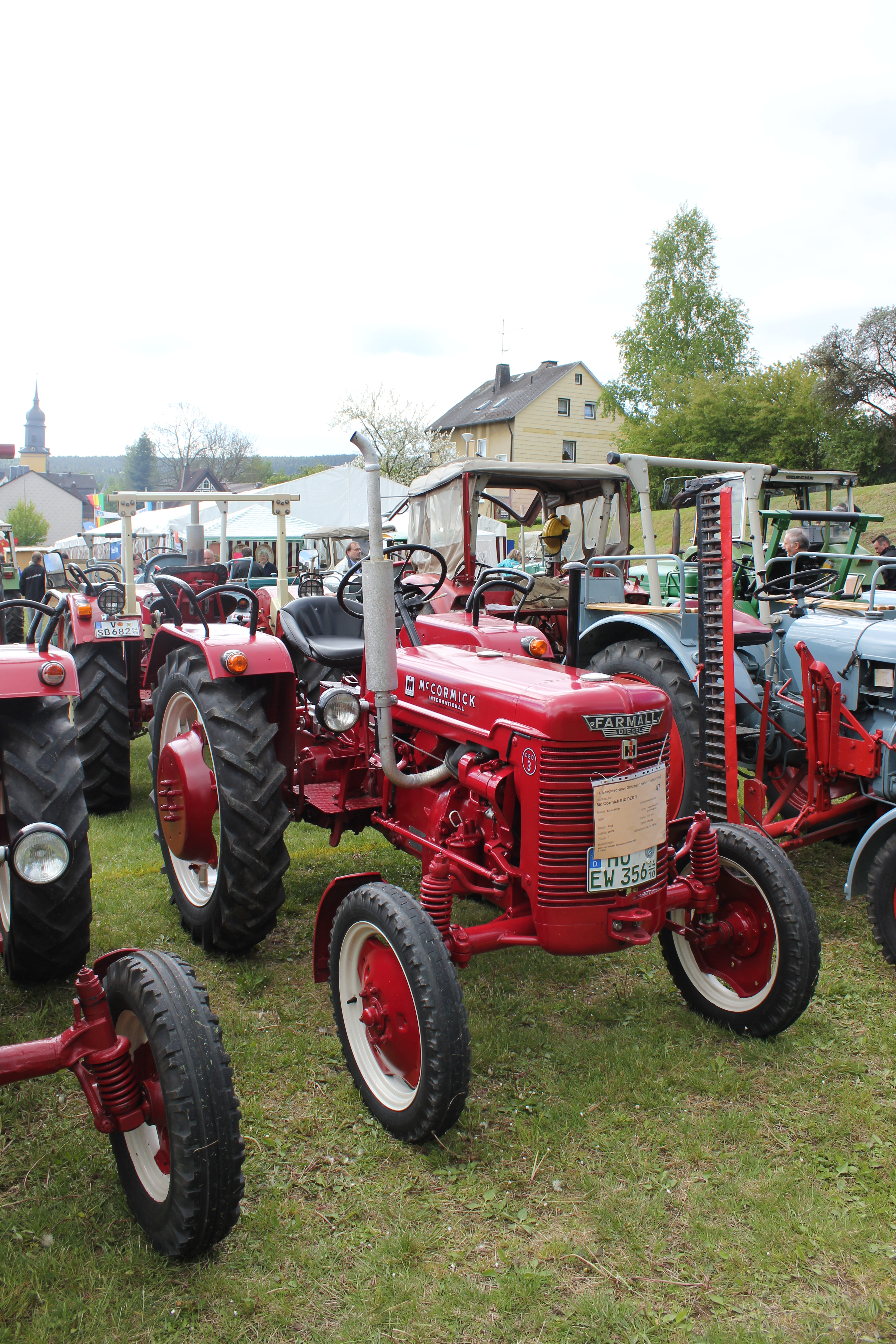
Farmall DED-3

Une série de Farmall sortirent des chaînes de Neuss (Allemagne).
- Le Farmall F-12 G est le premier tracteur fabriqué à Neuss. C'est un Farmall F-12 Américain dont les pièces sont importées en Allemagne et assemblées à Neuss. Il est équipé d'un moteur essence de 12 ch, de roues fer (ou pneu) et de garde-boues arrière.
- Le Farmall FG est équipé d'un moteur essence de 20 ch et de roues à pneumatiques (G signifie Gummiräder = Roues pneus et non Germany).
- Le Farmall FS est la version à roue fer du Farmall FG (Le S signifie Stahlräder = Roues métalliques). Ils sont produits entre 1940 et 1951. Durant la Seconde Guerre mondiale furent produites des versions à gazogène, le HG et le HS.
- Le Farmall DF-25 est le premier tracteur Diesel produit à Neuss. Équipé d'un moteur Diesel de 25 ch, il est produit entre 1951 et 1953.

Après 1953 :
- Le Farmall DLD-2 est le plus petit d'une série de trois tracteurs Diesel produits entre 1953 et 1956. Il est équipé d'un moteur de 12 ch et du relevage hydraulique.
- Tracteur moyen de la série, le Farmall DED-3 est équipé d'un moteur de 20 ch.
- Avec son moteur de 30 ch, le Farmall DGD-4 est le plus puissant de la série.

### Déclin de Farmall
Aux États-Unis, les tracteurs Farmall deviennent chers et se vendent mal. En 1973, International Harvester abandonna officiellement le nom Farmall pour ses nouveaux modèles. La plaque Farmall continua à apparaître sur certains tracteurs de 1974 et 1975, jusqu'à ce que les usines aient épuisé leur stock d'anciennes plaques.